# Macroporpa ulei
Macroporpa ulei är en tvåvingeart som beskrevs av Rubsaamen 1916. Macroporpa ulei ingår i släktet Macroporpa och familjen gallmyggor. Inga underarter finns listade i Catalogue of Life.